# Alkahest
Là "Dung môi của vũ trụ" trong chuyển hóa giả kim, được nhắc đến bởi Paracelsus. Alkahest còn được biết đến với cái tên Elixir hoặc "thứ nước không làm ướt tay." Nguồn chính xác của cái tên này chưa được biết đến.
Paracelsus đề cập tới Alkahest lần đầu tiên trong Members of Man, trong đó nói rằng "Có tồn tại linh hồn alkahest, có ảnh hưởng rất lớn tới sự sống: nó duy trì, củng cố và bảo vệ sự sống khỏi những căn bệnh trong tầm với của nó… Kẻ nào muốn chạm tay vào một thứ thần dược như vậy cần phải biết làm sao để bào chế được nó."
Johan Baptista van Helmont rất tin vào alkahest, mô tả nó như là "Nước của lửa" (Fire water) hoặc "Nước Địa Ngục" (Hell Water), có khả năng làm tan chảy tất cả cơ thể "giống như nước ấm làm tan chảy đá lạnh". Van Helmont nói, "Nó là muối, được ban phúc và hoàn hảo nhất trong số các loại muối; bí mật trong quá trình bào chế nó nằm ngoài tầm với của con người và chỉ có Chúa mới tiết lộ cho kẻ nào được chọn."
Vào thế kỷ 17 và 18, các nhà giả kim tìm kiếm Alkahest để làm tan chảy vật chất, từ đó có thể khám phá ra Prima Materia. Một số cho rằng Alkahest là phép đảo chữ tên thật của nó, một số lại cho rằng cái tên đó nghĩa là "alkali est" hoặc "It is alkali" hoặc "All-Geist," trong tiếng Đức nghĩa là "Linh hồn của vũ trụ." Rất nhiều công thức được giới thiệu là để sản xuất ra Alkahest; trong đó nguyên liệu tốt nhất là máu, và giun, nước bọt, mồ hôi.
Alkahest sau đó hoàn toàn bị quên lãng ở cuối thế kỷ 18, khi nhà giả kim người Đức Kunckel chỉ ra rằng nếu Alkahest là "dung môi của vũ trụ" thật thì nó sẽ làm tan chảy cả thứ đựng nó. Kunckel còn miệt thị Alkahest là "Alles Lugen ist," tiếng Đức là "Tất cả đều là dối trá cả đấy".
Alkahest được dùng trong phép thuật để xua tan làn khói và vật trở ngại để thứ mình muốn có thể hiện ra rõ ràng. Trong những quá trình giả kim thuật tinh thần, alkahest là "dark water" của những kẻ bất tỉnh mà bản ngã của họ đã bị tan chảy.

Tham khảo: 
1. ↑  The Encyclopedia of Magic and Alchemy Third Edition - Rosemary Ellen Guiley - Tháng 10 năm 2006 ISBN 0816060495 - ISBN 978-0816060498